# توني فيدمار
توني فيدمار (بالإنجليزية: Tony Vidmar)‏ (4 يوليو 1970 أديلايد أستراليا - ) هو لاعب كرة قدم أسترالي، يلعب كمدافع، شارك في الألعاب الأولمبية الصيفية 1992.

## روابط خارجية
- توني فيدمار على موقع الاتحاد الدولي (مؤرشف)  (الإنجليزية)
- توني فيدمار على موقع قاعدة بيانات كرة القدم.إي يو (الإنجليزية)
- توني فيدمار على موقع ناشيونال فوتبول تيمز (الإنجليزية)
- توني فيدمار على موقع Soccerway.com (الإنجليزية)
- توني فيدمار على موقع عالم كرة القدم.نت (الإنجليزية)
- توني فيدمار على موقع أوليمبيديا (الإنجليزية)
- توني فيدمار على موقع اللجنة الأولمبية الأسترالية (الإنجليزية)